# Marion Polk Angellotti
Marion Polk Angellotti (California, 12 novembre 1887 – aprile 1975) è stata una scrittrice statunitense.
Era figlia di Frank Marion Angellotti, alto magistrato californiano, e di Emma Cornelia Angellotti.
Scrisse racconti per riviste quali Adventure, compresi molti basati sul condottiero del XIV secolo John Hawkwood. Dal suo romanzo, basato sulla vita di Georges Guynemer, The Firefly of France, nel 1918 è stato tratto il film omonimo, per la regia di Donald Crisp.
Gli altri romanzi sono:
- Sir John Hawkwood: A Tale of the White Company in Italy,
- The Three Bags,
- The Burgundian: A Tale of Old France,
- Harlette (che è una riedizione del suo "When the Devil Ruled", pubblicato nel numero di aprile 1913 della rivista The Smart Set).

Morì nel 1975 e la sua salma fu inumata nel Bellevue Memorial Park, a Ontario (California).